# Lista de plantas da Mata Atlântica
Esta é uma lista de plantas silvestres encontradas na vegetação de Mata Atlântica do Brasil. Lista em ampliação permanente.

## Asteraceae
- Pfaffia pulverulenta (Mart.) Kuntze

## Amaryllidaceae
- Hippeastrum calyptratum Herb.

## Anacardiaceae
- Astronium fraxinifolium Schott
- Astronium graveolens Jacq.
- Tapirira guianensis Aubl.

## Apiaceae
- Hydrocotyle leucocephala Cham. & Schltdl.

## Apocynaceae
- Aspidosperma cylindrocarpon Müll.Arg.
- Aspidosperma melanocalyx Müll.Arg.
- Aspidosperma parvifolium A.DC.
- Aspidosperma polyneuron Müll.Arg.: peroba
- Forsteronia refracta Müll.Arg.
- Mandevilla funiformis (Vell.) K.Schum.
- Mandevilla pendula  (Ule) Woodson
- Odontadenia lutea (Vell.) Markgr.
- Peschiera australis (Müll.Arg.) Miers

## Aquifoliaceae
- Ilex integerrima Reissek
- Ilex paraguariensis A.St.-Hil.
- Ilex taubertiana Loes.
- Ilex theezans Mart.
- Ilex pubiflora Reissek

## Araceae
- Anthurium galeottii K.Koch.
- Anthurium harrisii G.Don
- Anthurium longifolium G.Don
- Anthurium lhotzkyanum Schott
- Anthurium scandens (Aubl.) Engl. subsp. scandens
- Anthurium solitarium Schott
- Anthurium theresiopolitanum Engl.
- Asterostigma luschnatianum Schott
- Philodendron appendiculatum Nadruz et Mayo
- Philodendron altomacaense Nadruz et Mayo
- Philodendron edmundoi G.M.Barroso
- Philodendron eximium Schott
- Philodendron fragile Nadruz et Mayo
- Philodendron hatschbachii Nadruz et Mayo
- Philodendron roseopetiolatum Nadruz et Mayo
- Philodendron ochrostemon Schott
- Philodendron ornatum Schott
- Philodendron propinquum Schott
- Xanthosoma sagittifolium (L.) Schott

## Araliaceae
- Didymopanax acuminatus Marchal
- Didymopanax anomalum Taub.
- Oreopanax capitatus (Jacq.) Decne. et Planch.

## Arecaceae
- Astrocaryum aculeatissimum (Schott) Burret
- Attalea dubia (Mart.) Burret
- Euterpe edulis Mart.
- Geonoma pohliana Mart.
- Geonoma wittigiana Glaz. ex Drude
- Lytocaryum insigne (Drude) Toledo

## Asclepiadaceae
- Ditassa mucronata Mart.
- Gonioanthela hilariana (E.Fourn.) Malme
- Jobinia lindbergii E.Fourn.
- Jobinia hatschbachii Fontella et E.A.Schwarz
- Jobinia paranaensis Fontella et C.Valente
- Oxypetalum insigne var. glaziovii (E.Fourn.) Fontella et E. A.Schwarz
- Oxypetalum lutescens E.Fourn.
- Oxypetalum pachuglossum Decne.
- Macroditassa lagoensis (E.Fourn.) Malme
- Macroditassa laxa (Malme) Fontella et de Lamare
- Matelea glaziovii (E.Fourn.) Morillo

## Asteraceae
- Baccharis brachylaenoides DC. var. brachylaenoides
- Baccharis intermixta Gardner
- Baccharis microdonta DC.
- Baccharis semiserrata DC. var. semiserrata
- Baccharis trimera (Less.) DC.
- Dasyphyllum brasiliense (Spreng.) Cabrera
- Dasyphyllum spinescens (Less.) Cabrera
- Dasyphyllum tomentosum var. multiflorum (Baker) Cabrera
- Eupatorium adamantium Gardner
- Eupatorium pyrifolium DC.
- Eupatorium rufescens P.W.Lund. ex DC.
- Eupatorium vauthierianum DC.
- Gochnatia rotundifolia Less.
- Mikania acuminata DC.
- Mikania aff. myriantha DC.
- Mikania argyreiae DC.
- Mikania buddleiaefolia DC.
- Mikania cabrerae G.M.Barroso
- Mikania chlorolepis Baker
- Mikania conferta Gardner
- Mikania glomerata Spreng.
- Mikania hirsutissima DC.
- Mikania lanuginosa DC.
- Mikania lindbergii Baker var. lindbergii
- Mikania lindbergii var. collina Baker
- Mikania microdonta DC.
- Mikania rufescens Sch. Bip. ex Baker
- Mikania trinervis Hook. et Arn.
- Mikania vitifolia DC.
- Mutisia speciosa Aiton ex. Hook.
- Piptocarpha macropoda (DC.) Baker
- Piptocarpha oblonga (Gardner) Baker
- Piptocarpha quadrangularis (Vell.) Baker
- Piptocarpha reitziana Cabrera
- Senecio brasiliensis (Spreng.) Less.
- Senecio desiderabilis Vell.
- Senecio glaziovii Baker
- Senecio organensis Casar.
- Symphyopappus itatiayensis R.M.King et H.Rob.
- Vanillosmopsis erythropappa (DC.) Sch.Bip.
- Vernonia aff. puberula Less.
- Vernonia diffusa Less.
- Vernonia discolor (Spreng.) Less.
- Vernonia macahensis Glaz. ex G.M.Barroso
- Vernonia macrophylla Less.
- Vernonia petiolaris DC.
- Vernonia puberula Less.
- Vernonia stellata (Spreng.) S.F.Blake
- Wunderlichia insignis Baill.

## Balanophoraceae
- Langsdorffia hipogaea Mart.
- Scybalium glaziovii Eichler

## Basellaceae
- Boussingaultia tucumanensis var. brasiliensis Hauman

## Begoniaceae
- Begonia angularis Raddi var. angularis
- Begonia arborescens Raddi
- Begonia coccinea Ruiz ex klotzsch
- Begonia collaris Brade
- Begonia cucullata Willd. var. cucullata
- Begonia dentatiloba A.DC.
- Begonia digitata Raddi
- Begonia fischeri Schrank
- Begonia fruticosa A.DC.
- Begonia isoptera Dryand.
- Begonia herbacea Vell.
- Begonia hispida Schott ex A.DC. var. hispida
- Begonia hugelii Hort.Berol. ex A.DC.
- Begonia integerrima Spreng. var. integerrima
- Begonia lobata Schott
- Begonia semidigitata Brade
- Begonia paleata A.DC.
- Begonia pulchella Raddi
- Begonia solananthera A.DC.
- Begonia valdensium A.DC. var. valdensium

## Bignoniaceae
- Anemopaegma chamberlaynii (Sims) Bureau & K.Schum.
- Callichlamys latifolia (Rich.) K. Schum.
- Fridericia speciosa Mart.
- Haplolophium bracteatum Cham.
- Lundia corymbifera (Vahl) Sandwith
- Schlegelia parviflora (Oerst.) Monach.
- Stizophyllum perforatum (Cham.) Miers
- Tabebuia chrysotricha (Mart. ex A.DC.) Standl.
- Tabebuia heptaphylla (Vell.) Toledo
- Urbanolophium glaziovii (Bureau & K.Schum.) Melch.

## Bombacaceae
- Bombacopsis glabra (Pasq.) A.Robyns ou Pachira glabra
- Chorisia speciosa A.St.-Hil. – Floss silk tree
- Eriotheca candolleana (K.Schum.) A.Robyns
- Spirotheca rivieri (Decne.) Ulbrich

## Boraginaceae
- Cordia ecalyculata Vell.
- Cordia ochnacea DC.
- Cordia sellowiana Cham.
- Cordia trichoclada DC.
- Tournefortia breviflora DC.

## Bromeliaceae
- Aechmea blanchetiana (Baker) L.B.Sm.
- Aechmea bromeliifolia (Rudge) Baker
- Aechmea caesia E.Morren ex Baker
- Aechmea pineliana (Brongn.ex Planch.) Baker var. pineliana
- Ananas ananassoides (Baker) L.B.Sm.
- Billbergia amoena var. rubra M.B.Foster
- Billbergia pyramidalis var. concolor L.B.Sm.
- Billbergia pyramidalis (Sims) var. pyramidalis Lindl.
- Billbergia sanderiana E.Morren
- Canistrum lindenii (Regel) Mez
- Neoregelia carolinae (Beer) L.B.Sm.
- Neoregelia farinosa (Ule) L.B.Sm.
- Neoregelia lymaniana R.Braga & Sucre
- Nidularium innocentii Lem. var. innocentii
- Nidularium microps E.Morren ex Mez var. microps
- Nidularium procerum Lindm.
- Nidularium scheremetiewii Regel
- Pitcairnia carinata Mez
- Pitcairnia flammea Lindl. var. flammea
- Quesnelia lateralis Wawra
- Quesnelia liboniana (De Jonghe) Mez
- Tillandsia aeris-incola (Mez) Mez
- Tillandsia geminiflora Brongn. var. geminiflora
- Tillandsia spiculosa Griseb. var. spiculiosa
- Tillandsia stricta Sol. ex Sims. var. stricta
- Tillandsia tenuifolia L. var. tenuifolia
- Vriesea bituminosa Wawra var. bituminosa
- Vriesea carinata Wawra
- Vriesea haematina L.B.Sm.
- Vriesea heterostachys (Baker) L.B.Sm.
- Vriesea hieroglyphica (Carrière) E.Morren var. hieroglyphica
- Vriesea hydrophora Ule
- Vriesea inflata (Wawra) Wawra
- Vriesea longicaulis (Baker) Mez
- Vriesea longiscapa Ule
- Vriesea paraibica Wawra
- Vriesea sparsiflora L.B.Sm.
- Vriesea vagans (L.B.Sm.) L.B.Sm.
- Wittrockia bragarum E.Pereira & L.B.Sm.

## Cactaceae
- Hatiora salicornioides (Haw.) Britton & Rose
- Lepismium houlletianum (Lem.) Barthlott
- Rhipsalis capilliformes F.A.C.Weber
- Rhipsalis clavata F.A.C.Weber
- Rhipsalis elliptica G.Lindb. ex K.Schum.
- Rhipsalis floccosa Salm-Dyck ex Pfeiff.
- Rhipsalis houlletiana Lem.
- Rhipsalis trigona Pfeiff.
- Schlumbergera truncata (Haw.) Moran
- Epiphyllum Phyllanthus

## Campanulaceae
- Centropogon tortilis E.Wimm.
- Siphocampylus longepedunculatus Pohl

## Cannaceae
- Canna coccinea Mill.
- Canna paniculata Ruiz & Pav.

## Caprifoliaceae
- Lonicera japonica Thunb. ex Murray – Japanese Honeysuckle

## Celastraceae
- Celastrus racemosus Turcz.
- Maytenus brasiliensis Mart.
- Maytenus communis Reiss.

## Chloranthaceae
- Hedyosmum brasiliense Miq.

## Chrysobalanaceae
- Couepia venosa Prance
- Licania Kunthiana Hook.f.

## Clethraceae
- Clethra scabra var. laevigata (Meisn.) Sleumer
- Cletha scabra Pers. var. scabra

## Clusiaceae
- Calophyllum brasilensis Cambess.
- Clusia criuva Cambess.
- Clusia fragrans Gardner
- Clusia lanceolata Cambess.
- Clusia marizii Gomes da Silva & Weinberg
- Clusia organensis Planch. & Triana
- Clusia studartiana C.M.Vieira & Gomes da Silva
- Kielmeyera insignis N.Saddi
- Rheedia gardneriana Planch. & Triana
- Tovomita glazioviana Engl.
- Tovomitopsis saldanhae Engl.

## Combretaceae
- Buchenavia hoehneana
- Buchenavia igaratensis
- Buchenavia kleinii
- Buchenavia rabelloana
- Terminalia argentea Mart. & Succ.: capitão-do-campo
- Terminalia brasiliensis (Cambess.) Eichler: cerne-amarelo
- Terminalia januariensis DC.: piúna
- Terminalia triflora (Griseb.) Lillo: capitãozinho

## Commelinaceae
- Dichorisandra thyrsiflora J.C.Mikan
- Tradescantia sp.

## Convolvulaceae
- Ipomoea demerariana Choisy (=Ipomoea phyllomega (Vell.) House)

## Cornaceae
- Griselina ruscifolia (Clos) Taub.

## Cucurbitaceae
- Anisosperma passiflora (Vell.) Manso
- Apodanthera argentea Cogn.
- Cayaponia cf. tayuya (Vell.) Cogn.
- Melothria cucumis Vell. var. cucumis
- Melothrianthus smilacifolius (Cogn.) Mart. Crov.

## Cunoniaceae
- Lamanonia ternata Vell.
- Weinmannia paullinifolia Pohl ex Ser.

## Cyperaceae
- Pleurostachys densefoliata H.Pfeiff.
- Pleurostachys millegrana (Nees) Steud.
- Rhynchospora exaltata Kunth
- Scleria panicoides Kunth

## Dichapetalaceae
- Stephanopodium organense (Rizzini) Prance

## Dioscoreaceae
- Dioscorea subhastata Vell.
- Hyperocarpa filiformes (Griseb.) G.M.Barroso, E.F.Guim. & Sucre

## Elaeocarpaceae
- Sloanea monosperma Vell.

## Ericaceae
- Gaultheria eriophylla (Pers.) Sleumer ex Burtt
- Gaylussacia aff. fasciculata Gardner
- Gaylussacia brasiliensis (Spreng.) Meisn.

## Erythroxylaceae
- Erythroxylum citrifolium A.St.-Hil.
- Erythroxylum cuspidifolium Mart.

## Euphorbiaceae
- Alchornea triplinervia (Spreng.) Müll.Arg.
- Croton floribundus Spreng.
- Croton organensis Baill.
- Croton salutaris Casar.
- Fragariopsis scandens A.St.-Hil.
- Hieronyma alchorneoides Allemão
- Pera obovata (Klotzsch) Baill.
- Phyllanthus glaziovii Müll.Arg.
- Sapium glandulatum Pax
- Tetrorchidium parvulum Müll.Arg.

## Fabaceae:Caesalpinioideae
- Bauhinia forticata Link
- Bauhinia marginata (Bong.) Steud.
- Bauhinia microstachya (Raddi) J.F.Macbr.
- Copaifera trapezifolia Hayne
- Sclerolobium beaurepairei Harms
- Sclerolobium friburgense Harms
- Sclerolobium rugosum Mart. ex Benth.
- Senna macranthera (DC. ex Collad.) H.S.Irwin & Barneby var. macranthera
- Senna multijuga var. lindleyana (Gardner) H.S.Irwin & Barneby
- Tachigali paratyensis (Vell.) H.C. Lima (= Tachigali multijuga Benth.).

### Fabaceae:Faboideae
- Andira fraxinifolia Benth.
- Camptosema spectabile (Tul.) Burkart
- Crotalaria vitellina var. laeta (Mart. ex Benth.) Windler & S. Skinner
- Dalbergia foliolosa Benth.
- Dalbergia frutescens (Vell.) [Nathaniel Lord Britton|Britton]]
- Dalbergia glaziovii Harms
- Dalbergia lateriflora Benth.
- Dioclea schottii Benth.
- Erythrina falcata Benth.
- Lonchocarpus glaziovii Taub.
- Machaerium cantarellianum Hoehne
- Machaerium gracile Benth.
- Machaerium nyctitans (Vell.) Benth.
- Machaerium oblongifolium Vogel
- Machaerium reticulatum (Poir.) Pers.
- Machaerium triste Vogel
- Myrocarpus frondosus Allemão
- Ormosia fastigiata Tul.
- Ormosia friburgensis Taub. ex Harms
- Pterocarpus rohrii Vahl
- Swartzia myrtifolia var. elegans (Schott) R. S. Cowan
- Zollernia glaziovii Yakovlev
- Zollernia ilicifolia (Brongn.) Vogel

### Fabaceae:Mimosoideae
- Abarema langsdorfii (Benth.) Barneby & Grimes
- Acacia lacerans (Benth.)
- Acacia martiusiana (Steud.) (Burkart)
- Calliandra tweediei (Benth.)
- Inga barbata (Benth.)
- Inga cylindrica (Vell.) (Mart.)
- Inga dulcis (Vell.) (Mart.)
- Inga lancifolia (Benth.)
- Inga lenticellata (Benth.)
- Inga lentiscifolia (Benth.)
- Inga leptantha (Benth.)
- Inga marginata (Willd.) (= I. semialata (Vell.) Mart.)
- Inga mendoncaei (Harms) (= I. organensis Pittier)
- Inga platyptera (Benth.)
- Inga sessilis (Vell.) (Mart.)
- Mimosa extensa (Benth.)
- Piptadenia gonoacantha (Mart.) J. F. Macbr.
- Piptadenia micracantha (Benth.)

## Gentianaceae
- Macrocarpaea glaziovii Gilg

## Gesneriaceae
- Besleria fasciculata Wawra
- Besleria macahensis Brade
- Besleria melancholica (Vell.) C. V. Morton
- Codonanthe cordifolia Chautems
- Codonanthe gracilis (Mart.) Hanst.
- Nematanthus crassifolius subsp. chloronema (Mart.) Chautems
- Nematanthus hirtellus (Schott) Wiehler
- Nematanthus lanceolatus (Poir.) Chautems
- Nematanthus serpens (Vell.) Chautems
- Sinningia cooperi (Paxt.) Wiehler
- Sinningia incarnata (Aubl.) D. L. Denham
- Vanhouttea fruticulosa (Hoehne) Chautems

## Hippocrateaceae
- Cheiloclinium neglectum A.C.Sm.
- Hippocratea volubilis L.
- Salacia amygdalina Peyr.
- Tontelea leptophylla A.C.Sm.

## Humiriaceae
- Humiriastrum glaziovii (Urb.) Cuatrec. var. glaziovii
- Humiriastrum glaziovii var. angustifolium Cuatrec.
- Vantanea compacta (Schnizl.) Cuatrec. subsp. compacta var. compacta
- Vantanea compactasubsp. compacta var. grandiflora (Urb.) Cuatrec.

## Icacinaceae
- Citronella paniculata (Mart.) R.A.Howard

## Lacistemataceae
- Lacistema pubescens Mart.

## Lamiaceae
- Salvia rivularis Gardner
- Scutellaria uliginosa A.St.-Hil. ex Benth.

## Lauraceae
- Aniba firmula (Nees et Mart.) Mez
- Beilschmiedia fluminensis Kosterm.
- Beilschmiedia rigida (Mez) Kosterm.
- Cinnamomum glaziovii (Mez) Kosterm.
- Cinnamomum riedelianum Kosterm.
- Cryptocarya micrantha Meisn.
- Cryptocarya moschata Nees et Mart. ex Nees
- Endlicheria paniculata (Spreng.) J.F.Macbr.
- Nectandra leucantha Nees
- Nectandra oppositifolia Nees
- Nectandra puberula (Schott) Nees
- Ocotea acypahilla (Nees) Mez
- Ocotea catharinensis Mez
- Ocotea diospyrifolia (Meisn.) Mez
- Ocotea dispersa (Nees) Mez
- Ocotea divaricata (Nees) Mez
- Ocotea domatiata Mez
- Ocotea glaziovii Mez
- Ocotea indecora (Schott) Mez
- Ocotea teleiandra (Meisn.) Mez
- Ocotea notata (Nees) Mez
- Ocotea odorifera (Vell.) Rohwer
- Ocotea puberula (Rich.) Nees
- Ocotea pulchra Vattimo-Gil
- Ocotea silvestris Vattimo-Gil
- Ocotea spixiana (Nees) Mez
- Ocotea tabacifolia (Meisn.) Rohwer
- Ocotea urbaniana Mez
- Ocotea vaccinioides Meisn.
- Persea fulva Koop var. fulva
- Persea pyrifolia Nees & Mart. ex Nees
- Rhodostemonodaphne macrocalyx (Meisn.) Rohwer ex Madriñán

## Lecythidaceae
- Cariniana estrellensis (Raddi) Kuntze

## Lentibulariaceae
- Utricularia geminiloba Benj.

## Lobeliaceae
- Lobelia thapsoidea Schott

## Loganiaceae
- Spigelia macrophylla (Pohl) DC.

## Loranthaceae
- Phoradendron crassifolium (Pohl & DC.) Eichler
- Phoradendron warmingii var. rugulosum (Urb.) Rizzini
- Psittacanthus flavo-viridis Eichler
- Psittacanthus pluricotyledonarius Rizzini
- Psittacanthus robustus (Mart.) Mart.
- Struthanthus concinnus Mart.
- Struthanthus marginatus (Desr.) Blume
- Struthanthus salicifolius (Mart.) Mart.
- Struthanthus syringaefolius (Mart.) Mart.

## Magnoliaceae
- Talauma ovata A.St.-Hil.

## Malpighiaceae
- Banisteriopsis membranifolia (A. Juss.) B. Gates
- Byrsonima laevigata (Poir.) DC.
- Byrsonima laxiflora Griseb.
- Byrsonima myricifolia Griseb.
- Heteropteris anomala A. Juss. var. anomala
- Heteropteris leschenaultiana A. Juss.
- Heteropteris nitida (Lam.) DC.
- Heteropteris sericea (Cav.) A. Juss. var. sericea
- Hiraea gaudichaudiana (A. Juss.) A. Jsss.
- Stigmaphyllon gayanum A. Juss
- Tetrapterys crebiflora A. Juss.
- Tetrapterys lalandiana A. Juss.
- Tetrapterys lucida A. Juss.

## Malvaceae
- Abutilon rufirnerve A.St.-Hil. var. rufirnerve

## Marantaceae
- Stromanthe sanguinea Sond.

## Marcgraviaceae
- Marcgravia polyantha Delpino
- Norantea cuneifolia (Gardner) Delpino

## Melastomataceae
- Behuria glazioviana Cogn.
- Behuria mouraei Cogn.
- Bertolonia grazielae Baumgratz
- Bertolonia sanguinea var. santos-limae (Brade) Baumgratz
- Bisglaziovia behurioides Cogn.
- Clidemia octona (Bonpl.) L. Wms.
- Henriettella glabra (Vell.) Cogn.
- Huberia glazioviana Cogn.
- Huberia minor Cogn.
- Huberia parvifolia Cogn.
- Huberia triplinervis Cogn.
- Leandra acutiflora (Naudin) Cogn.
- Leandra amplexicaulis DC.
- Leandra aspera Cogn.
- Leandra atroviridis Cogn.
- Leandra aurea (Cham.) Cogn.
- Leandra breviflora Cogn.
- Leandra carassanae (DC.) Cogn.
- Leandra confusa Cogn.
- Leandra dasytricha (A. Gray) Cogn.
- Leandra eriocalyx Cogn.
- Leandra fallax (Cham.) Cogn.
- Leandra foveolata (DC.) Cogn.
- Leandra fragilis Cogn.
- Leandra gracilis var. glazioviana Cogn.
- Leandra hirta Raddi
- Leandra hirtella Cogn.
- Leandra laevigata (Triana) Cogn.
- Leandra laxa Cogn.
- Leandra magdalenensis Brade
- Leandra melastomoides Raddi
- Leandra mollis Cogn.
- Leandra multiplinervis (Naudin) Cogn.
- Leandra multisetosa Cogn.
- Leandra neurotricha Cogn.
- Leandra nianga Cogn.
- Leandra nutans Cogn.
- Leandra purpurascens Cogn.
- Leandra quinquedentata (DC.) Cogn.
- Leandra schwackei Cogn.
- Leandra sphaerocarpa Cogn.
- Leandra tetragona Cogn.
- Leandra trauninensis Cogn.
- Leandra xanthocoma (Naudin.) Cogn.
- Leandra xanthostachya Cogn.
- Marcetia taxifolia (A.St.-Hil.) DC.
- Meriania claussenii Triana
- Meriania robusta Cogn.
- Miconia altissima Cogn.
- Miconia argyrea Cogn.
- Miconia augustii Cogn.
- Miconia brasiliensis (Spreng.) Triana
- Miconia brunnea DC.
- Miconia budlejoides Triana
- Miconia chartacea Triana
- Miconia cinnamomifolia (DC.) Naudin
- Miconia depauperata Gardner
- Miconia dichroa Cogn.
- Miconia divaricata Gardner
- Miconia doriana Cogn.
- Miconia fasciculata Gardner
- Miconia formosa Cogn.
- Miconia gilva Cogn.
- Miconia glazioviana Cogn.
- Miconia jucunda (DC.) Triana
- Miconia latecrenata (DC.) Naudin
- Miconia longicuspis Cogn.
- Miconia octopetala Cogn.
- Miconia organensis Gardner
- Miconia ovalifolia Cogn.
- Miconia molesta Cogn.
- Miconia paniculata (DC.) Naudin
- Miconia paulensis Naudin
- Miconia penduliflora Cogn.
- Miconia prasina (Sw.) DC.
- Miconia pseudo-eichlerii Cogn.
- Miconia pusilliflora (DC.) Naudin
- Miconia rabenii Cogn.
- Miconia saldanhaei var. grandiflora Cogn.
- Miconia sellowiana Naudin
- Miconia staminea (Desr.) DC.
- Miconia subvernicosa Cogn.
- Miconia theaezans (Bonpl.) Cogn.
- Miconia tristis Spring
- Miconia urophylla DC.
- Miconia willdenowii Klotzsch ex Naudin
- Mouriri arborea Gardner
- Mouriri chamissoana Cogn.
- Mouriri doriana Cogn.
- Ossaea angustifolia (DC.) Triana var. brevifolia Cogn.
- Ossaea brachystachya (DC.) Triana
- Ossaea confertiflora (DC.) Triana
- Pleiochiton micranthum Cogn.
- Pleiochiton parvifolium Cogn.
- Pleiochiton roseum Cogn.
- Pleiochiton setulosum Cogn.
- Tibouchina alba Cogn.
- Tibouchina arborea (Gardner) Cogn.
- Tibouchina benthamiana var. punicea Cogn.
- Tibouchina canescens (D.Don) Cogn.
- Tibouchina estrellensis (Raddi) Cogn.
- Tibouchina fissinervia (DC.) Cogn.
- Tibouchina imperatoris Cogn.
- Tibouchina moricandiana (DC.) Baill.
- Tibouchina nervulosa Cogn.
- Tibouchina ovata Cogn.
- Tibouchina petroniana Cogn.
- Tibouchina saldanhaei Cogn.
- Tibouchina schwackei Cogn.
- Tibouchina semidecandra (DC.) Cogn.
- Trembleya parviflora (D.Don.) Cogn.

## Meliaceae
- Cabralea canjerana (Vell.) Mart. subsp. canjerana
- Cedrela odorata L.
- Guarea macrophylla subsp. tuberculata (Vell.) T.D.Penn.
- Trichilia casaretti C.DC.
- Trichilia emarginata (Turcz.) C.DC.

## Menispermaceae
- Abuta selloana Eichler
- Chondodendron platyphyllum (A.St.-Hil.) Miers

## Monimiaceae
- Macropeplus ligustrinus var. friburgensis Perkins
- Mollinedia acutissima Perkins
- Mollinedia argyrogyna Perkins
- Mollinedia engleriana Perkins
- Mollinedia fasciculata Perkins
- Mollinedia gilgiana Perkins
- Mollinedia glaziovii Perkins
- Mollinedia longicuspidata Perkins
- Mollinedia lowtheriana Perkins
- Mollinedia marliae Peixoto & V. Pereira
- Mollinedia myriantha Perkins Mollinedia oligantha Perkins
- Mollinedia pachysandra Perkins
- Mollinedia salicifolia Perkins
- Mollinedia schottiana (Spreng.) Perkins
- Mollinedia stenoplylla Perkins
- Siparuna chlorantha Perkins

## Moraceae
- Cecropia cf.lyratiloba Miq.
- Cecropia glaziovii Snethl.
- Cecropia hololeuca Miq.
- Coussapoa microcarpa (Schott) Rizzini
- Ficus luschnathiana (Miq.) Miq.
- Ficus organensis (Miq.) Miq.
- Ficus trigona L. f.
- Sorocea bonplandii (Baill.) W. C. Burger & Alii

## Myristicaceae
- Virola gardneri (A.DC.) Warb.

## Myrsinaceae
- Cybianthus brasiliensis (Mez) G.Agostini
- Cybianthus glaber A.DC.
- Rapanea acuminata Mez
- Rapanea ferruginea (Ruiz & Pav.) Mez
- Rapanea guianensis Aubl.
- Rapanea lancifolia Mez
- Rapanea schwackeana Mez
- Rapanea umbellata (Mart.) Mez

## Myrtaceae
- Calycorectes schottianus O.Berg
- Calyptranthes concinna DC.
- Calyptranthes glazioviana Kiaersk.
- Calyptranthes lucida Mart. ex DC.
- Calyptranthes obovata Kiaersk.
- Campomanesia guaviroba (DC.) Kiaersk.
- Campomanesia laurifolia Gardner
- Eugenia cambucarana Kiaersk.
- Eugenia cuprea (O.Berg) Nied.
- Eugenia curvato-petiolata Kiaersk.
- Eugenia ellipsoidea Kiaersk.
- Eugenia gracillima Kiaersk.
- Eugenia stictosepala Kiaersk.
- Eugenia subavenia O.Berg
- Gomidesia glazioviana (Kiaersk.) D.Legrand
- Gomidesia lindeniana O. Berg
- Gomidesia riedeliana O. Berg
- Gomidesia spectabilis (DC.) O. Berg
- Gomidesia warmingiana (Kiaersk.) D. Legrand
- Marlierea Marlierea aff.teuscheriana (O. Berg.) D. Legrand
- Marlierea mar 'tinelii G. M. Barroso & Peixoto
- Marlierea silvatica (Gardner) Kiaersk.
- Marlierea suaveolens Cambess.
- Myrceugenia kleinii D.Legrand & Kausel
- Myrceugenia pilotantha (Kiaersk.) Landrum
- Myrceugenia scutellata D. Legrand
- Myrcia coelosepala Kiaersk.
- Myrcia fallax (Rich.) DC.
- Myrcia glabra (O.Berg) D.Legrand
- Myrcia guajavifolia O.Berg
- Myrcia laruotteana Cambess.
- Myrcia lineata (O. Berg) G. M. Barroso & Peixoto
- Myrcia longipes (O. Berg) Kiaersk.
- Myrcia multiflora (Lam.) DC.
- Myrcia pubipetala Miq.
- Myrcia rhabdoides Kiaersk.
- Myrcia rufula Miq.
- Myrcia tomentosa (Aubl.) DC.
- Myrciaria floribunda (H. West. ex Willd.) O. Berg –Guavaberry
- Myrciaria tenella (DC.) O. Berg
- Pimenta seudocaryophyllus var. fulvescens (DC.) Landrum
- Plinia martinellii G. M. Barroso & M. Peron
- Psidium cattleianum
- Psidium guineense Sw.
- Psidium robustum O. Berg
- Psidium spathulatum Mattos
- Siphoneugena densiflora O. Berg
- Siphoneugena kiaerskoviana (Burret) Kausel

## Nyctaginaceae
- Guapira opposita (Vell.) Reitz

## Ochnaceae
- Luxemburgia glazioviana Beauverd
- Ouratea parviflora (DC.) Baill.
- Ouratea vaccinioides (A.St.-Hil.) Engl.

## Olacaceae
- Heisteria silvianii Schwacke

## Oleaceae
- Linociera micrantha Mart.

## Onagraceae
- Fuchsia glazioviana Taub.
- Fuchsia regia subsp. serrae P.E.Berry

## Orchidaceae
- Barbosella porschii (Kraenzl.) Schltr.
- Beadlea warmingii (Rchb.f.) Garay
- Chytroglossa marileoniae Rchb.f.
- Dichaea pendula (Aubl.) Cogn.
- Epidendrum addae Pabst
- Epidendrum paranaense Barb.Rodr.
- Epidendrum saxatile Lindl.
- Epidendrum xanthinum Lindl.
- Gomesa recurva Lodd.
- Maxillaria cerifera Barb.Rodr.
- Maxillaria ubatubana var. mantiqueirana Hoehne
- Miltonia cuneata Lindl.
- Oncidium cf.hookeri Rolfe
- Oncidium uniflorum Booth ex Lindl.
- Pabstia jugosa (Lindl.) Garay|Leslie Andrew Garay|Garay
- Pabstia triptera (Rolfe) Garay|Leslie Andrew Garay|Garay
- Phymatidium aquinoi Schltr.
- Phymatidium delicatulum Lindl.
- Phymatidium falcifolium Lindl.
- Phymatidium tillandsoides Barb.Rodr.
- Pleurothallis aff.hamosa Barb.Rodr.
- Pleurothallis trifida Lindl.
- Prescottia epiphyta Barb.Rodr.
- Rodrigueziopsis microphyta (Barb.Rodr.) Schltr.
- Scaphyglottis modesta (Rchb.f.) Schltr.
- Sophronitis aff.grandiflora Lindl.
- Sophronitis aff.mantiqueirae (Fowlie) Fowlie
- Zygopetalum crinitum Lodd.

## Passifloraceae
- Passiflora atinia Hook.
- Passiflora alata Dryand.
- Passiflora amethystina J.C.Mikan
- Passiflora deidamioides Harms
- Passiflora odontophylla Harms ex Glaz.
- Passiflora organensis Gardner
- Passiflora rhamnifolia Mast.
- Passiflora speciosa Gardner
- Passiflora vellozii Gardner

## Phytolaccaceae
- Phytolacca thyrsiflora Fenzl ex J.A.Schmidt.
- Seguieria langsdorffii Moq.

## Piperaceae
- Ottonia diversifolia Kunth
- Peperomia alata Ruiz & Pav.
- Peperomia corcovadensis Gardner
- Peperomia glabella (Sw.) A. Dietr.
- Peperomia lyman-smithii Yunck.
- Peperomia rhombea Ruiz & Pav.
- Peperomia rotundifolia (L.) H. B. & K.
- Peperomia tetraphylla (G. Forst.) Hook. & Arn.
- Piper aequilaterum C. DC.
- Piper caldense C. DC.
- Piper chimonanthifolium Kunth
- Piper gaudichaudianum Kunth
- Piper glabratum Kunth
- Piper hillianum C. DC.
- Piper lhotzkyanum Kunth
- Piper malacophyllum (C. Presl) C. DC.
- Piper permucronatum Yunck.
- Piper pseudopothifolium C. DC.
- Piper richardiifolium Kunth
- Piper tectonifolium Kunth
- Piper translucens Yunck.
- Piper truncatum Vell.

## Poaceae
- Chusquea aff.oxylepis (Hack.) Ekman
- Chusquea aff.tenella Nees
- Chusquea anelytroides Rupr. ex Döll
- Chusquea capitata Nees
- Chusquea capituliflora Trin.
- Guadua tagoara (Nees) Kunth
- Merostachys aff.ternata Nees
- Merostachys fischeriana Rupr. ex Döll

## Polygalaceae
- Polygala laureola A.St.-Hil. & Moq.
- Polygala oxyphylla DC.
- Securidaca macrocarpa A. W. Benn.

## Polygonaceae
- Ruprechtia laxiflora Meisn.

## Proteaceae
- Roupala consimilis Mez
- Roupala longepetiolata Pohl
- Roupala rhombifolia Mart. ex Meisn.
- Roupala warmingii Meisn.

## Quiinaceae
- Quiina glaziovii Engl.

## Ranunculaceae
- Clematis dioica var. australis Eichler
- Clematis dioica var. brasiliana (DC.) Eichler

## Rosaceae
- Prunus brasiliensis (Cham. & Schldtl.) D.dietr.
- Rubus urticaefolius Poir.

## Rubiaceae
- Alibertia longiflora K. Schum.
- Amaioua intermedia Mart.
- Bathysa australis (A.St.-Hil.) Benth. & Hook. f.
- Bathysa cuspidata (A.St.-Hil.) Hook. f.
- Bathysa mendocaei K. Schum.
- Chomelia brasiliana A. Rich.
- Chomelia estrellana Müll. Arg.
- Coccocypselum lanceolatum (Ruiz & Pav.) Pers.
- Coccocypselum sessiliflorum Standl.
- Coussarea congestiflora Müll. Arg.
- Coussarea friburgensis M. Gomes
- Coussarea speciosa K.Schum. ex. Glaz.
- Coutarea hexandra (Jacq.) K. Schum.
- Diodia alata Nees & Mart.
- Emmeorrhiza umbellata (Spreng.) K. Schum.
- Faramea dichotoma K. Schum.ex M. Gomes
- Faramea multiflora var. salicifolia (C. Presl.) Steyerm.
- Faramea urophylla Müll. Arg.
- Galium hypocarpium subsp. indecorum (Cham. & Schltdl.) Dempster
- Hillia parasitica Jacq.
- Hindsia longiflora (Cham.) Benth.
- Hoffmannia dusenii Standl.
- Ixora brevifolia Benth.
- Manettia beyrichiana K. Schum.
- Manettia congesta (Vell.) K. Schum.
- Manettia fimbriata Cham. & Schltdl.
- Manettia mitis (Vell.) K. Schum.
- Posoqueria acutifolia Mart.
- Posoqueria latifolia (Rudge) Roem. & Schult.
- Psychotria alto-macahensis M. Gomes
- Psychotria appendiculata Müll. Arg.
- Psychotria brachyanthema Standl.
- Psychotria caudata M. Gomes
- Psychotria constricta Müll. Arg.
- Psychotria leiocarpa Cham. & Schltdl.
- Psychotria nemerosa Gardner
- Psychotria nitidula Cham. & Schltdl.
- Psychotria pallens Gardner
- Psychotria pubigera Schltdl.
- Psychotria ruelliifolia (Cham. & Schltdl.) Müll. Arg.
- Psychotria stachyoides Benth.
- Psychotria suterella Müll. Arg.
- Psychotria ulei Standl.
- Psychotria vellosiana Benth.
- Randia armata (Sw.) DC.
- Rudgea corniculata Benth.
- Rudgea eugenioides Standl.
- Rudgea insignis Müll. Arg.
- Rudgea leiocarpoides Müll. Arg.
- Rudgea nobilis Müll. Arg.
- Rudgea recurva Müll. Arg.
- Rustia gracilis K. Schum.
- Tocoyena sellowiana (Cham. & Schltdl.) K. Schum.

## Rutaceae
- Dictyoloma incanescens DC.
- Zanthoxylum rhoifolium Lam. (= Fagara rhoifolia (Lam.) Engl.)

## Sabiaceae
- Meliosma brasiliensis Urb.
- Meliosma sellowii Urb.

## Salicaceae
- Casearia arborea (Rich.) Urb.
- Casearia decandra Jacq.
- Casearia obliqua Spreng.
- Casearia pauciflora Cambess.
- Casearia sylvestris Sw.
- Xylosma ciliatifolia (Clos) Eichler
- Xylosma prockia (Turcz.) Turcz.

## Sapindaceae
- Allophylus edulis (A.St.-Hil.) Radlk.
- Cupania emarginata Cambess.
- Cupania oblongifolia Mart.
- Cupania racemosa (Vell.) Radlk.
- Cupania zanthoxyloides Cambess.
- Matayba guianensis Aublet
- Paullinia carpopoda Cambess.
- Paullinia meliaefolia Juss.
- Paullinia trigonia Vell.
- Serjania communis Cambess var.communis
- Serjania elegans Cambess.
- Serjania gracilis Radlk.
- Serjania laruotteana Cambess.
- Serjania lethalis St.Hil.
- Serjania noxia Cambess.
- Serjania reticulata Cambess.
- Thinouia scandens (Cambess) Triana & Planch.

## Sapotaceae
- Chrysophyllum viride Martius & Eichler
- Micropholis compta Pierre
- Micropholis crassipedicellata (Mart. & Eichl.) Pierre
- Pouteria guianensis Aubl.
- Pouteria microstrigosa T.D.Penn.
- Pouteria macahensis T.D.Penn.
- Pouteria torta

## Scrophulariaceae
- Velloziella dracocephaloides Baill.

## Simaroubaceae
- Picramnia glazioviana Engl. subsp. glazioviana
- Simarouba amara Aubl.

## Smilacaceae
- Smilax japicanga Griseb.
- Smilax quinquenervia Vell.
- Smilax spicata Vell.
- Smilax staminea Griseb.

## Solanaceae
- Acnistus arborescens (L.) Schltdl.
- Athenaea anonacea Sendtn.
- Athenaea picta (Mart.)Sendtn.
- Aureliana brasiliana (Hunz.) Barboza & Hunz.
- Aureliana fasciculata (Vell.) Sendtn. var. fasciculata
- Brunfelsia brasiliensis (Spreng.) L.B.Sm. & Downs var. brasiliensis
- Brunfelsia hydrangaeformis (Pohl) Benth. subsp. hydrangaefomis
- Capsicum campylopodium Sendtn.
- Cestrum lanceolatum Miers var. lanceolatum
- Cestrum aff.sessiliflorum Schott ex Sendtn.
- Cestrum stipulatum Vell.
- Cyphomandra calycina Sendtn.
- Dyssochroma viridiflora (Sims) Miers
- Sessea regnellii Taub.
- Solanum aff.schizandrum Sendtn.
- Solanum argenteum Dunal
- Solanum caeruleum Vell.
- Solanum cinnamomeum Sendtn.
- Solanum decorum Sendtn. var. decorum
- Solanum granuloso-leprosum Dunal
- Solanum inaequale Vell.
- Solanum inodorum Vell.
- Solanum leucodendron Sendtn.
- Solanum megalochiton var. villoso-tomentosum Dunal
- Solanum odoriferum Vell.
- Solanum stipulatum Vell.
- Solanum swartzianum Roem. & Schult. var. swartzianum
- Solanum undulatum Dunal

## Symplocaceae
- Symplocos celastrinea Mart. ex Miq.
- Symplocos crenata (Vell.) Mattos
- Symplocos nitidiflora Brand.
- Symplocos variabilis Mart.

## Theaceae
- Laplacea fruticosa (Schrad.) Kobuski

## Thymelaeaceae
- Daphnopsis martii Meisn.
- Daphnopsis utilis Warm.

## Tiliaceae
- Luehea divaricata Mart.

## Valerianaceae
- Valeriana scandens L.

## Verbenaceae
- Aegiphila fluminensis Vell.
- Aegiphila obducta Vell.
- Aegiphila sellowiana Cham.

## Violaceae
- Anchietea pyrifolia (Mart.) G.Don var. pyrifolia

## Vitaceae
- Cissus pulcherrima Vell.
- Cissus sulcicaulis (Baker) Planch.

## Vochysiaceae
- Vochysia dasyantha Warm.
- Vochysia glazioviana Warm.
- Vochysia magnifica Warm.
- Vochysia oppugnata (Vell.) Warm.
- Vochysia rectiflora var. glabrescens Warm.
- Vochysia saldanhana Warm.
- Vochysia schwackeana Warm.
- Vochysia spathulata Warm.
- Vochysia tucanorum Mart.

## Winteraceae
- Drimys brasiliensis Miers

## Zingiberaceae
- Hedychium coronarium J.König